# رودولف اریش راسپه
رودولف اریش راسپه (آلمانی: Rudolf Erich Raspe؛ زاده ۲۶ مارس ۱۷۳۶ - درگذشته ۱۶ نوامبر ۱۷۹۴) یک نویسنده، زمین‌شناس، شیمی‌دان، و مترجم اهل آلمان بود.